# Mike van de Meulenhof
Mike van de Meulenhof (* 11. Mai 1999 in Helmond) ist ein niederländischer Fußballtorwart. Bis zum 30. Juni 2020 stand er bei PSV Eindhoven unter Vertrag, wo er in der Jugend sowie in der Reserve auflief. Des Weiteren war er niederländischer Nachwuchsnationaltorhüter.

## Karriere

### Verein
Mike van de Meulenhof wurde in Helmond in der Provinz Noord-Brabant geboren und trat zunächst der gemeinsamen Fußballschule von Helmond Sport und von VVV-Venlo bei. Als 13-Jähriger wechselte er zu PSV Eindhoven, einem der größten Vereine in den Niederlanden, der im Jugendbereich mit dem Stadtrivalen FC Eindhoven kooperiert und dessen gemeinsame Fußballschule mit der von Helmond Sport und VVV-Venlo als RJO PSV-EHV kooperiert. In Eindhoven durchlief Mike van de Meulenhof sämtliche Jugendmannschaften. Für die B-Jugend (U17) spielte er in 2 Partien, für die A-Jugend (U19) lief van der Meulenhof 42-mal auf. In der Reservemannschaft, die in der zweiten niederländischen Liga spielte, kam er bis 2020 zu lediglich 27 Partien, in einigen Spielen gehörte Mike van de Meulenhof zum Kader der Profis in der Eredivisie. Zum 30. Juni 2020 verließ Mike van der Meulenhof die PSV Eindhoven.

### Nationalmannschaft
Mike van de Meulenhof absolvierte im Jahr 2014 mindestens 1 Partie für die niederländische U15-Nationalmannschaft. Von 2014 bis 2015 kam er zu 8 Partien für die U16-Auswahl. Am 9. September 2015 debütierte van de Meulenhof anlässlich eines Viernationenturnieres in Deutschland für die U17-Junioren der Niederlande, als er bei der 1:2-Niederlage in Bremen-Oberneuland gegen Israel zum Einsatz kam. In der U17-Nationalmannschaft war er erste Wahl und nahm auch an der U17-Europameisterschaft 2016 in Aserbaidschan teil, wo die Niederländer das Halbfinale erreichten und dort gegen Portugal ausschieden. Dabei kam Mike van de Meulenhof in 5 Partien zum Einsatz. Für die U17-Auswahl spielte er in 13 Spielen. Von 2016 bis 2017 lief van de Meulenhof 4-mal für die U18-Junioren auf. In der Folgezeit – genauer gesagt von 2017 bis 2018 – spielte er in 7 Partien für die U19-Nationalmannschaft. Im Jahr 2019 lief Mike van de Meulenhof in 4 Partien für die U20-Auswahl auf.